# Bonifacijski preliv
Bonifacijski preliv (francosko Bouches de Bonifacio; italijansko Bocche di Bonifacio; korziško Bucchi di Bunifaziu; galureško Bocchi di Bunifaciu; sardsko Buccas de Bonifatziu; ligursko Bocche de Bunifazziu; latinsko Fretum Gallicum, Fretum Taphros) je morski preliv med Korziko in Sardinijo, ki je na najožjem mestu širok 11 kilometrov. Ta ožina se imenuje po mestu Bonfaciju, ki je najjužnejše mesto na Korziki.
Preliv povezuje Tirensko morje s Sredozemskim morjem. Širina preliva se giblje med 15 in 20 km, globina pa sega do 100 metrov. V prelivu se tudi italijansko Magdalensko otočje in francoska otoka Cavallo in Lavezzi.
Preliv je med mornarji znan kot zelo nevaren, saj je poln čeri. 

## Okoljska problematika
Po katastrofi tankerja leta 1993 je bil prehod skozi Bonifacijev preliv prepovedan za ladje s francosko in italijansko zastavo z nevarnim blagom. Prehod ladij z nevarnim blagom, ki plujejo pod drugimi zastavami, je močno omejen in podvržen obveznemu pilotiranju.
Junija 2010 sta italijanska ministrica za okolje Stefania Prestigiacomo in njen francoski kolega Jean-Louis Borloo na Sardiniji podpisala izjavo o nameri čezmejnega zaščitenega morskega območja v prelivu med Korziko in Sardinijo.
Potem ko je Londonska mednarodna pomorska organizacija (IMO) pregledala in potrdila posebno zaščito območja, je avgusta 2011 francoska okoljska ministrica Nathalie Kosciusko-Morizet razglasila pot od Bonifacija do cone Maritime Particulièrement Vulnérable (ZMPV) (Občutljivo morsko območje - PSSA), za še posebej ranljivo morsko območje. Ta pravni status obalnim državam Franciji in Italiji omogoča izvajanje zaščitnih ukrepov, kot sta pilotaža in nadzor prometa z nevarnim blagom, ki vključuje ladje iz vseh tretjih držav.

## Film
- Trauminseln im Mittelmeer. Naturpark zwischen Korsika und Sardinien. Dokumentarni film, Nemčija, 2003, 42:50 Min., Buch und Regie: Andrea Maggi, Produktion: Aldabra Productions, NDR Naturfilm, Inhaltsangabe von ARD.